# Kannushi

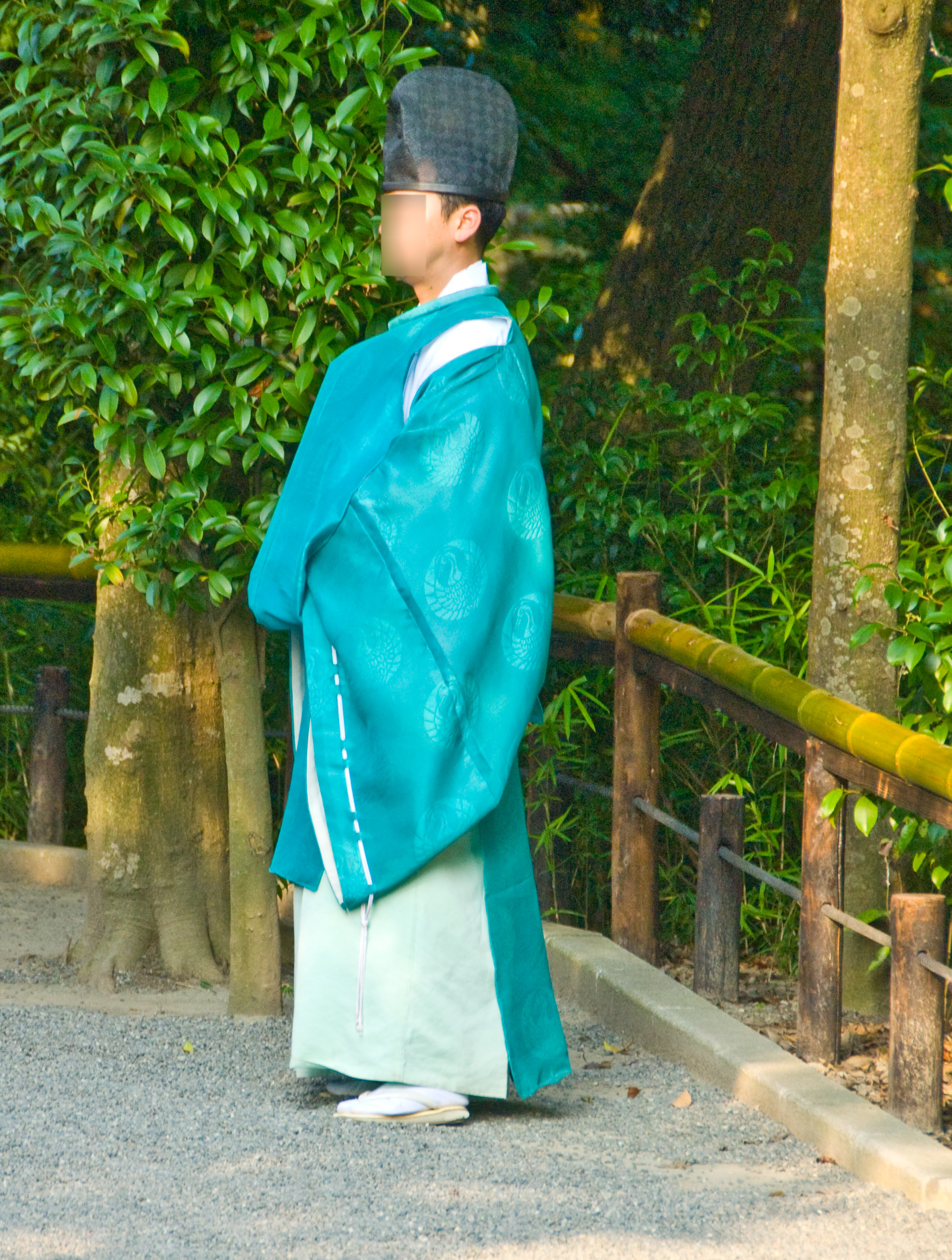
Un kannushi vistiendo el kariginu y el gorro ebōshi.

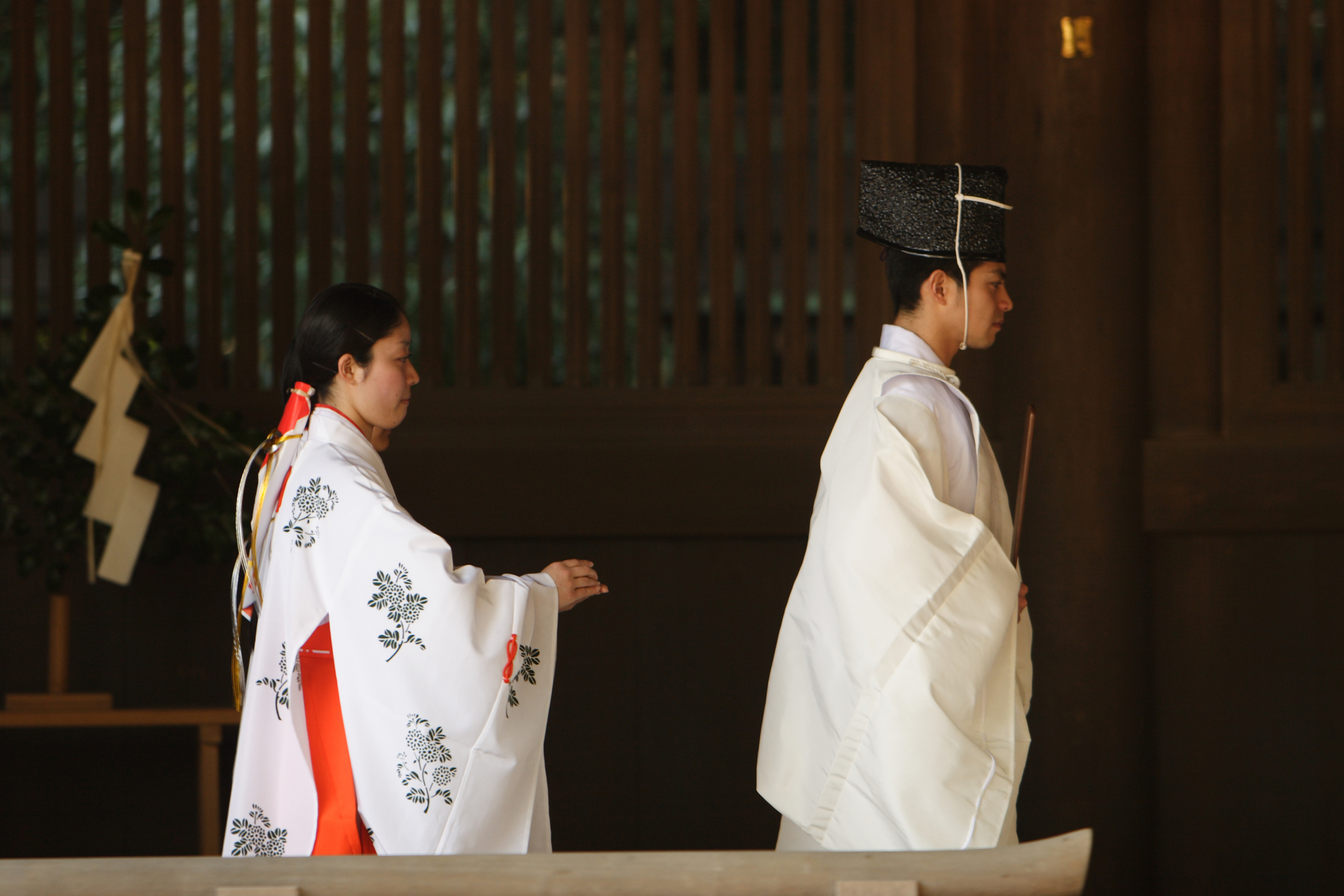
Un kannushi viste un jōe, acompañado por una miko.

Un kannushi (神主?   "maestro de dios", también pronunciado como kamunushi), también llamado shinsoku (神職?   "empleado de dios"), es la persona responsable del mantenimiento de un santuario sintoísta, así como de encargarse de la adoración al kami.
Originalmente, los kannushi fueron intermediarios entre los kami y podían transmitir su voluntad a los humanos comunes. Un kannushi era un hombre capaz de hacer milagros o un hombre santo, que por su práctica de ritos purificatorios, era capaz de trabajar como un médium para un kami, pero posteriormente el término evolucionó como un sinónimo de shinsoku, como un hombre que trabaja en un santuario y ofrece ceremonias religiosas.
En tiempos antiguos, debido a la superposición de poderes religiosos y políticos dentro de un clan, era el líder del clan que dirigía a sus hombres durante las funciones religiosas, o podría ser otro oficial. Posteriormente, el rol evolucionó en una forma separada y más especializada. El término aparece de primera mano tanto en el Kojiki (año 680) y el Nihonshoki (año 720). En ambos libros, tanto la Emperatriz Jingu como el Emperador Suinin se convirtieron en kannushi. Dentro del mismo santuario, por ejemplo en el Santuario de Ise o en el Santuario Ōmiwa, puede haber varios tipos de kannushi como Ō-kannushi (大神主?), Sō-kannushi (総神主?), o Gon-kannushi (権神主?).
Los kannushi pueden contraer matrimonio y tener hijos, de los cuales usualmente les heredan la posición. A pesar de que, en la actualidad, legalmente no se da un estatus hereditario, continúa haciéndose en la práctica. El vestuario que usan, por ejemplo el jōe, el ebōshi y el kariginu, no tienen un valor religioso, y sólo son adornos usados en el pasado por la corte imperial. Este detalle sólo revela la conexión cercana entre la adoración de los kami y la figura del Emperador. Los kannushi son asistidos por mujeres llamadas miko.
Para convertirse en kannushi, debe estudiar en una universidad aprobada por la Asociación de Santuarios Sintoístas, por lo general en la Universidad Kokugakuin de Tokio o aprobar un examen equivalente que lo certifique. Las mujeres también pueden convertirse en kannushi y las viudas pueden suceder a sus esposos en su trabajo.